# Siège de Tobrouk
Pour les articles homonymes, voir Bataille de Tobrouk.
 (janvier 2010).
Si vous disposez d'ouvrages ou d'articles de référence ou si vous connaissez des sites web de qualité traitant du thème abordé ici, merci de compléter l'article en donnant les références utiles à sa vérifiabilité et en les liant à la section « Notes et références ».
Seconde Guerre mondiale
Batailles
Guerre du Désert
- Invasion de l'Égypte
- Compass (Fort Capuzzo
- Nibeiwa
- Sidi Barrani
- Bardia
- Tobrouk (1941)
- Mechili
- Beda Fomm)
- Koufra
- Siège de Giarabub
- Sonnenblume
- El Agheila (1941)
- Siège de Tobrouk (Raid sur Bardia
- Raid Twin Pimples)
- Skorpion
- Brevity
- Battleaxe
- Crusader (Flipper
- Bir el Gubi (novembre 1941)
- Point 175
- Bir el Gubi (décembre 1941))
- Fort Lamy
- Gazala (Bir Hakeim
- Tobrouk (1942))
- Mersa Matruh
- El Alamein (juillet 1942) (Raid sur l'aérodrome de Sidi Haneish)
- Alam el Halfa
- Agreement (Caravan)
- Bertram
- Braganza
- El Alamein (octobre 1942) (Avant-poste Snipe)
- El Agheila (1942)

Débarquement allié en Afrique du Nord
- Blackstone
- Casablanca
- Reservist
- Terminal
- Port Lyautey
- Brushwood

Campagne de Tunisie
- Course pour Tunis
- Ligne Mareth
- Sidi Bouzid
- Kasserine
- Sejnane
- Ochsenkopf
- Capri
- Ksar Ghilane
- Pugilist
- El Guettar
- Wadi Akarit
- Longstop Hill
- Hill 609
- Vulcan
- Flax
- Retribution
- Strike

Le siège de Tobrouk est un affrontement entre les forces de l'Axe et celles des Alliés en Libye italienne (Afrique du Nord) au cours de la guerre du désert durant la Seconde Guerre mondiale.
Le siège commence le 10 avril 1941 lorsque Tobrouk est attaquée par les forces italo-allemandes du lieutenant général Erwin Rommel et se poursuit pendant 240 jours jusqu'à la levée du siège par la 8e armée britannique lors de l'opération Crusader.

## Contexte stratégique
Tobrouk était le seul port opérationnel en eau profonde de l'Afrique du Nord, entre l'Égypte et la Tunisie, de plus il disposait d'une station d'épuration d'eau, nécessaire aux troupes italo-allemandes pour poursuivre la guerre en Libye.
Le général Archibald Wavell, commandant en chef des armées de terre britanniques au Moyen-Orient, était confronté au général Erwin Rommel, lui-même sous les ordres du maréchal Italo Gariboldi, commandant suprême des forces de l'Axe en Afrique du Nord.
Les Alliés avaient engagé la 2e division blindée et la 9e division d'infanterie australienne, soit 23 000 hommes. Les forces de l'Axe avaient engagé la 5e division légère allemande, la division blindée italienne Ariete, et deux divisions d'infanterie italiennes, soit au total 100 000 hommes.

## Ordre de bataille

### Puissances de l'AxeReichallemandRoyaume d'Italie
Les troupes germano-italiennes en Afrique du Nord dirigées par Erwin Rommel comprenaient le corps africain allemand et les XXe et XXIe corps. L'arrivée des troupes allemandes en Afrique (Opération Tournesol) s'éternise du début février à la fin mai 1941, de sorte que Rommel n'a pas de divisions complètes au début du siège de Tobrouk, mais en même temps il a toujours des renforts frais qui arrivent à Tripoli.
Deutsches Afrikakorps
- Troupes de corps (diverses unités d'infanterie, d'artillerie et d'approvisionnement)
- 15e Panzerdivision
- 21e Panzerdivision
- Afrika Division z.b.V.
- 104. Artillerie kommando
- 55e division d'infanterie Savona (it)

XXe corps italien
- 101e division motorisée Trieste
- 132e division blindée Ariete
- RECo (Groupe blindé de reconnaissance) (it)

XXIe corps italien (it)
- 17e division d'infanterie Pavia
- 25e division d'infanterie Bologna (it)
- 27e division d'infanterie Brescia
- 102e division motorisée Trento

### Alliés
Les troupes alliées stationnées à Tobrouk étaient pour la plupart des unités nouvellement créées et inexpérimentées. La division australienne avait été initialement relocalisée en Afrique du Nord pour mettre fin à son entraînement et attendait toujours ses unités d'artillerie et de cavalerie qui arrivent finalement au début du siège. À la demande du Parlement australien, ces troupes sont finalement retirées de la ville assiégée en septembre et octobre 1941 et remplacées par la 70e division britannique, ainsi qu'une brigade tchécoslovaque et polonaise. Le 13e corps n'est intervenu dans les combats pour Tobrouk qu'à partir de novembre 1941 dans le cadre de l'opération Crusader.
La plupart des défenses de la ville avaient été construites par les Italiens. Les Alliés les ont renforcées avec des tranchées et des champs de mines supplémentaires. Ils se composaient de deux lignes, la première se composant d'une série de bunkers et de positions en béton, devant lesquels se trouvaient des tranchées blindées et des barrières de barbelés. L'anneau intérieur était formé par une autre rangée de bunkers, entre lesquels des positions supplémentaires pour les canons antichars étaient préparées.
Commandement de la Cyrénaïque
- 2e division blindée (Royaume-Uni)
- 9e division d'infanterie (Australie)
- 4e brigade de défense aérienne britannique
- 70e division d'infanterie
- Brigade indépendante de chasseurs des Carpates
- 11e bataillon d'infanterie tchécoslovaque

20e corps d'armée
- 1re brigade blindée
- 4e division d'infanterie indienne
- 2e division d'infanterie néo-zélandaise

## Contexte opérationnel
Dans le cadre de l'opération Compass, le général O'Connor s'était emparé, le 21 janvier 1941, de Sidi Barrani avec la 7e division blindée et la 4e division d'infanterie indienne.
Le 12 février 1941, alors qu'une victoire totale sur les troupes italiennes semblait à portée de main, Churchill décida, pour faire face à l'invasion de la Grèce, l'envoi immédiat des troupes prélevées sur le XIIIe corps. La 7e division blindée et la 6e division d'infanterie australienne furent remplacées par le Cyrenaica Command, composé de deux divisions inexpérimentées : la 2e division blindée britannique et la 9e division d'infanterie australienne. O'Connor fut nommé commandant des troupes en Égypte, au Caire.
Dans les jours suivants, le général Erwin Rommel arriva à Tripoli avec les premières unités de la 5e division légère et la 15e division Panzer, qui allait par la suite former l'Afrikakorps, afin d'empêcher un effondrement complet de l'Axe en Afrique du Nord.
Il devait tenir Tripoli, mais il ignora les ordres du maréchal Gariboldi, et passa à l'offensive contre le Cyrenaica Command, le 24 mars 1941. Il attaqua avec deux divisions d'infanterie italiennes plus la 132e division blindée Ariete, la 5e division légère et un régiment de chars de la 15e division Panzer.

## L'encerclement de Tobrouk
Rommel reprit El Agheila et Ajdabiya. Les blindés du général Von Prittwitz prirent la direction de Tobrouk. Cette ville, qui était un port-forteresse, permettant aux Britanniques de recevoir des renforts en hommes et en matériel, risquait de lui interdire la poursuite de son offensive en direction de l'Égypte.
Le général Wavell, aidé par l'amiral Cunningham, fit renforcer le périmètre défensif autour de la ville, qui était profond de 50 kilomètres, avec des lignes d'ouvrages bétonnés, des fossés antichars, et des champs de mines.
Il confia ce périmètre au général Leslie Morshead, qui disposait de quatre brigades d'infanterie australiennes, d'une partie de la 3e division blindée et de quatre régiments d'artillerie. À Bardia, près de la frontière, le général Gott mit en place un corps d'armée qui devait venir soutenir les défenseurs de Tobrouk.
Benghazi tomba aux mains des forces de l'Axe le 5 avril 1941, suivi de Derna le 7 avril 1941, et de Bardia, le 9 avril 1941. Le 15 avril 1941, Rommel, après avoir parcouru 800 kilomètres en trois semaines, atteignit la passe d'Halfaya.
Le 11 avril 1941 et le 15 avril 1941, la 9e division d'infanterie australienne, qui était repliée derrière les lignes fortifiées de Tobrouk, repoussa les attaques allemandes. La ville fut assaillie, et Prittwitz ayant été tué au combat, Rommel prit la direction des opérations. Il lança alors des assauts blindés appuyés par des bombardiers en piqué, mais ils furent repoussés. Le 30 avril 1941, les Allemands lancèrent une attaque de grande envergure. Ils réussirent à progresser, mais ils durent se replier cinq jours plus tard, le 4 mai.

## Premières tentatives de secours
Tobrouk fut bombardée pendant des semaines par l'artillerie et l'aviation ennemies. Wavell lança alors deux opérations qui devaient secourir les assiégés. La première, qui avait pour nom de code Brevity, se déroula vers la mi-mai mais échoua. La seconde, qui s'appelait opération Battleaxe se déroula du 15 au 16 juin, et n'eut pas plus de résultats que la première.
Le 21 juin, le général Wavell fut remplacé par le général Claude Auchinleck. Les deux camps avaient renforcé leurs effectifs : Rommel disposait désormais de la 90e division légère, de la 21e Panzer (ancienne 5e DL), de la 15e Panzer, de la division blindée Ariete, et de la 6e d'infanterie italienne, soit 150 000 hommes et 588 chars. Les Britanniques, qui avaient été victorieux en Éthiopie, concentraient tous leurs efforts sur la Libye, devenue le seul théâtre d'opérations d'Afrique. 200 chars britanniques Matilda et Crusader arrivèrent au Caire.

## Le dégagement
En septembre, Auchinleck fit remplacer les Australiens par la brigade polonaise des Carpates du général Kopański, et la 70e division d'infanterie britannique du général Scobie, qui avait été nommé à la place de Morshead. La brigade polonaise est renforcée par le 11e bataillon d'infanterie tchécoslovaque, faisant allégeance au Gouvernement provisoire tchécoslovaque.
Il créa la VIIIe armée, qui fut confiée au général Cunningham, et qui rassemblait le 13e corps d'infanterie, et le 30e corps blindé (118 000 hommes et 724 chars). Elle avait pour mission de délivrer la ville.
Le 18 novembre, l'opération Crusader fut déclenchée. Le 13e corps d'infanterie essaya de tourner la passe d'Halfaya tenue par les Italo-Allemands. Le 30e corps blindé attaqua Rommel par surprise à Sidi Rezegh, au sud-est de Tobrouk.
Du 20 au 22 novembre, les Britanniques perdirent 200 chars lors de la bataille de Sidi Rezegh. Auchinleck se rendit sur place le 23, et remplaça Cunningham (qui voulait battre en retraite) par le général Ritchie, et décida de tenir les hauteurs de Sidi Rezegh.
Rommel, après avoir vu qu'il ne pouvait pas tenir cette situation, ordonna la retraite, en abandonnant la 55e division d'infanterie italienne à Halfaya. Le 26 novembre, après que la 1re division d'infanterie néo-zélandaise eut délogé la 90e division légère allemande de Sidi Rezegh, la garnison de Tobrouk fit une sortie pour s'emparer d'El Duda, et les hommes de Scobie et de Ritchie firent leur jonction.
Le siège de la ville était terminé, il avait duré 240 jours, coûté 27 bâtiments à la Royal Navy, et sauvé l'Égypte d'une invasion par les forces de l'Axe. Le 30 décembre 1941, Rommel se retrouva au point de départ de sa campagne, à El Agheila. Juste pour la bataille finale, les Alliés avaient eu 18 000 tués et blessés, tandis que les forces de l'Axe comptaient 38 000 tués et blessés.

## Suite des opérations
En juin 1942, après une nouvelle offensive, Rommel s'empare de Tobrouk.
La ville est reprise définitivement par les Alliés le 11 novembre 1942, après la seconde bataille d'El Alamein.